# ロング郡 (ジョージア州)

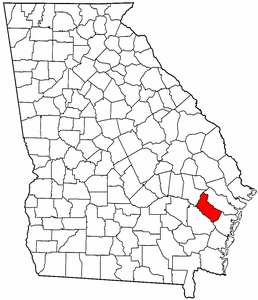

ロング郡（Long County）は、アメリカ合衆国ジョージア州にある郡である。人口は1万7730人（2015年推計）。郡庁所在地はw:Ludowici, Georgiaである。
郡名は、ジエチルエーテルを初めて麻酔薬として使用したアメリカの外科医・薬剤師であるクロウフォード・ロング（1815-1878）にちなむ。

## 地理
アメリカ合衆国統計局によると、この郡は総面積1,045 km2 (403 mi2) である。このうち1,038 km2 (401 mi2) が陸地で7 km2 (3 mi2) が水地域である。総面積の0.64%が水地域となっている。

## 人口動勢
2000年現在の国勢調査で、この郡は人口10,304人、3,574世帯、及び2,676家族が暮らしている。人口密度は10/km2 (26/mi2) である。4/km2 (11/mi2) の平均的な密度に4,232軒の住宅が建っている。この郡の人種的な構成は白人68.41%、アフリカン・アメリカン24.25%、先住民0.73%、アジア0.57%、太平洋諸島系0.25%、その他の人種3.91%、及び混血1.87%である。ここの人口の8.44%はヒスパニックまたはラテン系である。
この郡内の住民は33.10%が18歳未満の未成年、18歳以上24歳以下が14.20%、25歳以上44歳以下が31.00%、45歳以上64歳以下が15.90%、及び65歳以上が5.80%にわたっている。中央値年齢は26歳である。女性100人ごとに対して男性は102.10人である。18歳以上の女性100人ごとに対して男性は100.70人である。
この郡内の世帯ごとの平均的な収入は30,640米ドルであり、家族ごとの平均的な収入は32,473米ドルである。男性は26,416米ドルに対して女性は18,732米ドルの平均的な収入がある。この郡の一人当たりの収入 (per capita income) は12,586米ドルである。人口の19.50%及び家族の17.60%は貧困線以下である。全人口のうち18歳未満の26.00%及び65歳以上の19.80%は貧困線以下の生活を送っている。

## 都市及び町
- Ludowici